# 윈터뮤트 엔진
윈터뮤트 엔진(Wintermute Engine, 줄여서 WME)은 어드벤처 게임을 제작하고 실행하기 위해 설계된 소프트웨어 도구들을 갖춘 게임 엔진이다.

## 역사
윈터뮤트 엔진은 포럼에서 Mnemonic이라는 닉네임을 사용하는 체코의 프로그래머 Jan Nedoma가 설계하고 프로그래밍했다. 처음 공개된 베타 버전은 2003년 1월 12일에 공개되었다.
엔진은 작은 개발 팀에 의해 개발되며 매년 불규칙적으로 여러 가지 업데이트를 하고 있다.

## 특징
이 게임 엔진은 고전적인 2D 그래픽 어드벤처 게임을 제작하는 데 필요한 대부분의 기능을 제공하고 있다. 원래는 게임 로직을 만들기 위한 스크립트 언어를 포함해 2D 그래픽스 엔진으로 이루어졌지만, 《사이베리아》나 《스틸 라이프》 같은 어드벤처 게임처럼 실시간 3D 캐릭터와 2D로 만든 배경을 조합해 제작할 수도 있다.
- 해상도와 색 깊이 - 사실상 모든 해상도를 지원한다. 오래전에 쓰이던 320x200부터 1024x768 이상도 사용할 수 있다. 색 깊이는 16비트와 32비트를 모두 지원한다. 색 깊이는 플레이어가 게임을 실행할 때 변경할 수 있고, 그럴 경우 엔진이 자동으로 색상을 변환해 준다.
- 렌더링 시스템 - WME는 3D 가속을 이용하여 높은 해상도에서 빠른 2D 그래픽의 출력을 제공한다. 또한 그것으로 투명도나 알파 블렌딩, 앤티 에일리어싱과 같은 그래픽 효과도 지원한다. (3D 가속을 지원하지 않는 오래된 컴퓨터에서는 '호환 모드'를 작동해 실행할 수 있지만 그래픽 효과는 사라진다.)
- 파일 포맷 - 일반적인 파일 포맷에 더해서 WME는 알파 채널을 지원하는 PNG나 TGA도 지원한다. 그러나 MP3 포맷은 라이선스 문제로 지원하지 않고, Ogg 포맷을 대신 지원한다. 덧붙여서 엔진은 영상을 재생하는 데에 자막 표시(SUB 포맷 사용)를 포함하는 Ogg Theora와 AVI 포맷을 사용한다.
- 스크립트 - WME는 메소드와 속성 모음을 지원하는 유연한 객체지향의 스크립트 언어를 사용하여 엔진 내부의 작업에 쉽게 접근할 수 있게 해준다. 또한 스스로 독자적인 오브젝트를 만들거나 미리 정의된 메소드를 무시하고 개조할 수도 있다. 이 언어는 C와 유사한 문법을 사용한다.
- 변위 스크롤 - 장면에서 다중의 레이어를 이용한 변위 스크롤을 추가적인 스크립트 작성없이 엔진에서 자연적으로 지원한다.
- 패키지 - 게임은 하나 이상의 패키지로 자원을 압축하여 컴파일할 수 있다. 음성 팩을 별도로 분리하여 공개하거나 게임을 에피소드 별로 판매할 수도 있다. 패키지에 우선권을 부여할 수 있어, 패치를 발매할 수도 있다.
- 3D 캐릭터 - WME는 3D 캐릭터를 실시간으로 렌더링할 수 있다. 원래는 밀크쉐이프 3D 포맷만 지원했으나, 이제는 더 일반적인 다이렉트엑스의 X 포맷을 사용한다.
- 그래픽 사용자 인터페이스 - 표준 제어 도구를 사용하여 저장하기/불러오기 창이나, 설정, 인벤토리 창과 같은 복잡한 사용자 인터페이스를 구성할 수 있다. 모든 제어 도구는 겉모양을 꾸밀 수 있다.
- 현지화 - 게임을 다른 언어로 번역해 발매할 수 있다. 현지화 패키지에는 현지화할 스트링 테이블과 폰트, 그래픽, 사운드까지 포함할 수 있다.
- 접근성 향상 지원 - WME는 시각적으로 불편한 사람들을 위해 접근성 향상을 위한 여러 가지 옵션을 두고 있다.
  - 쓰여진 텍스트는 음성 합성기로 보낼 수 있다.
  - 화면에서 활성화된 영역은 키보드 단축키를 이용하여 강조할 수 있어, 시각적으로 불편한 사람들이 쉽게 찾아낼 수 있다.
  - 플레이어는 언제든지 게임을 정지해 텍스트를 읽고 장면을 파악할 수 있다.

## 라이선스
1.7 버전부터 윈터뮤트 엔진은 도네이션웨어로 배급되기 시작했다. 상업용과 비상업용 모두 자유롭게 사용할 수 있지만, 사용자가 유용하게 사용했다면 추가 개발을 지원하는 기부를 하도록 촉진하는 것이다.